# Jeff Robson
Pour les articles homonymes, voir Robson.
Jeffrey Ellis Robson dit Jeff Robson, MBE, né le 30 septembre 1926 à Wellington et mort le 5 septembre 2022 à Auckland, est un joueur de badminton et de tennis néo-zélandais.

## Biographie
Diplômé de l'université d'Otago en 1951, Jeff Robson a exercé dans le civil comme dentiste basé à Auckland.
Il s'est marié à Heather Redwood, sept fois championne de badminton de Nouvelle-Zélande.
Il a été décoré membre de l'ordre de l'Empire britannique en 1976 pour ses services accomplis dans le domaine du badminton et du tennis. Il est introduit au New Zealand Sports Hall of Fame en 1990.

## Carrière

### Badminton
Jeff Robson a mené de front une carrière de joueur de tennis et de badminton. Il a détenu neuf titres de champion de badminton de Nouvelle-Zélande en simple entre 1948 et 1960, sept en double et quatre en double mixte. Il a été le capitaine de l'équipe nationale à cinq reprises lors de la Thomas Cup. Parmi ses succès internationaux figurent un titre à l'Open d'Australie en 1950, ainsi qu'au championnat d'Écosse et au championnat d'Irlande en 1954.
Président de la Fédération néo-zélandaise de badminton et arbitre de classe internationale, il a été pendant 25 ans administrateur à la Fédération mondiale de badminton, occupant notamment le poste de vice-président entre 1989 et 2004.

### Tennis
En tennis, Jeff Robson fut champion de Nouvelle-Zélande à trois reprises en simple en 1949, 1952 et 1956, et vice-champion à six occasions. Il a également remporté sept fois le double et deux fois le double mixte.
Sur le plan international, il a disputé trois tournées en Europe. Lors de son premier voyage en 1947, il a atteint les huitièmes de finale à Wimbledon contre Yvon Petra. En 1954, il parvient en quart de finale en double avec Mark Otway, s'inclinant en cinq manches contre la paire tête de série no 2 composée de Vic Seixas et Tony Trabert. Avec son épouse Heather, il accède au 4e tour en double mixte. Sa dernière tournée en 1957 se termine par une défaite au premier tour face à Mal Anderson. Aux Internationaux de France, il n'a jamais passé le premier tour en trois participations.
Sélectionné à six reprises en équipe de Nouvelle-Zélande de Coupe Davis entre 1947 et 1963, il est principalement connu pour en avoir été le capitaine entre 1974 et 1983. Il a en effet permis à l'équipe emmené par Chris Lewis et Russell Simpson d'atteindre les demi-finales de la compétition contre la France en 1982.

## Parcours dans les tournois duGrand Chelem

### En simple
| Année | Open d'Australie | Open d'Australie | Internationaux de France | Internationaux de France | Wimbledon       | Wimbledon     | US Open | US Open |
| ----- | ---------------- | ---------------- | ------------------------ | ------------------------ | --------------- | ------------- | ------- | ------- |
| 1947  | —                | —                | 2e tour (1/32)           | Paul Féret               | 1/8 de finale   | Yvon Pétra    | —       | —       |
| 1951  | 1er tour (1/32)  | C. Wilderspin    | —                        | —                        | —               | —             | —       | —       |
| 1954  | —                | —                | 1er tour (1/64)          | Henri Pellizza           | 1er tour (1/64) | A. Hammersley | —       | —       |
| 1957  | —                | —                | 2e tour (1/32)           | Torben Ulrich            | 1er tour (1/64) | Mal Anderson  | —       | —       |
| 1964  | —                | —                | —                        | —                        | 1er tour (1/64) | Éric Drossard | —       | —       |

N.B. : à droite du résultat se trouve le nom de l'ultime adversaire.